# Салих-реис
Салих-реис (прибл. 1488 — 1568) — турецкий корсар и адмирал османского флота.
Салих-реис зарекомендовал себя как способного и умелого командира как на море, так и на суше.
В 1529 году, вместе с Айдин-реисом он принимал участие в морском сражении с Испанией у острова Форментера (Балеарские острова) уничтожив испанский флот вместе с командующим.
Он командовал правым флангом во время знаменитого Превезского сражения, где османский флот под предводительством Хайруддина Барбароссы победил превосходящий по силе флот Священной Лиги, уничтожив 13 христианских кораблей во время битвы и захватив 2 галеры и 2 транспортных судна при отступлении союзного флота, не потеряв при этом ни одного корабля.
В 1551 году за блестяще проведенную кампанию по завоеванию Триполитании (совместно с Тургут-реисом и Синан-пашой) ему был дарован титул паши и пост бейлербея Алжира. Одновременно он сделался адмиралом всего османского флота в западном Средиземноморье. Позднее стараниями Салих-реиса к Османской империи были присоединены земли Марокко, вследствие чего власть стамбульских владык распространилась до самой Атлантики.
Умер вскоре после неудачной осады Мальты, в 1568 году